# Moutarde de Reims
 (janvier 2024).
Si vous disposez d'ouvrages ou d'articles de référence ou si vous connaissez des sites web de qualité traitant du thème abordé ici, merci de compléter l'article en donnant les références utiles à sa vérifiabilité et en les liant à la section « Notes et références ».
La moutarde de Reims est comme son nom l'indique une moutarde originaire de la ville de Reims.

## Présentation
Cette moutarde est produite à base de grains de moutarde brune, de vinaigre de Reims et de vin de dégorgement, auxquels sont ajoutées des épices.
Selon la proportion de ses composants, elle prend une couleur jaune paille foncé à très foncé. Elle offre un nez légèrement vinique et une saveur piquante.[réf. nécessaire]

## Histoire
Au cours du XIXe siècle, la moutarde était abondamment cultivée en Champagne, particulièrement dans la Haute-Marne. C'est ainsi que la moutarde de Reims et celle de Châlons-en-Champagne rivalisaient avec la moutarde de Dijon. Cependant, au tournant des XIXe siècle et XXe siècle, le déclin de la culture de la moutarde et des vinaigreries précipitent celui de la moutarde de Reims.[réf. nécessaire]
Héritière de secrets de fabrication depuis 1797, la maison Charbonneaux-Brabant est la seule à fabriquer et commercialiser la moutarde de Reims, ainsi que le vinaigre de Reims, à travers leur marque Clovis. Elle propose aujourd'hui un large éventail de moutardes (au vin blanc, à l'ancienne, au moût de raisin, bio etc.).

## Modes de consommation
On peut l’accommoder pour tout type d’assaisonnement, et selon le choix de la moutarde, en accompagnement de viandes (blanches, rouges ou charcuterie) ou de poissons, enfin dans une vinaigrette ou encore les sauces chaudes.[réf. nécessaire]